# El Naranjo (San Luis Potosí)
El Naranjo es una localidad del estado mexicano de San Luis Potosí, cabecera del municipio homónimo.

## Geografía
El Naranjo se encuentra en la ubicación 22°31′1″N 99°19′1″O / 22.51694, -99.31694, a una altura aproximada de 250 m s. n. m.

La zona urbana ocupa una superficie de 4.916 km².

## Demografía
Según los datos registrados en el censo de 2020, la población de El Naranjo es de 11 061 habitantes, lo que representa un crecimiento promedio de 0.47% anual en el período 2010-2020 sobre la base de los 10 562 habitantes registrados en el censo anterior. Al año 2020 la densidad poblacional era de 2250 hab/km².
| Gráfica de evolución demográfica de El Naranjo entre 2000 y 2020  |
|                                                                   |
| Fuente: Instituto Nacional de Estadística Geografía e Informática |

En 2020 el 49.1% de la población (5428 personas) eran hombres y el 50.9% (5633 personas) eran mujeres. El 63.7% de la población, (7045 personas), tenía edades comprendidas entre los 15 y los 64 años.
La población de El Naranjo está mayoritariamente alfabetizada, (3.04% de personas mayores de 15 años analfabetas, según relevamiento del año 2020), con un grado de escolaridad en torno a los 9 años. Solo el 0.71% de la población se reconoce como indígena. 

El 83.3% de los habitantes de El Naranjo profesa la religión católica.
En el año 2010 estaba clasificada como una localidad de grado muy bajo de vulnerabilidad social. Según el relevamiento realizado, 3424 personas de 15 años o más no habían completado la educación básica, —carencia conocida como rezago educativo—, y 2142 personas no disponían de acceso a la salud.